# Верхний Новоспасский проезд
Ве́рхний Новоспа́сский прое́зд — улица в центре Москвы в Таганском районе между Воронцовским и Лавровым переулками.

## История
Назван в начале XX века по расположению близ Новоспасского монастыря. Верхним назван потому, что находится выше по склону Москвы-реки в отличие от Новоспасского переулка.

## Описание
Верхний Новоспасский проезд тупиком рядом с Воронцовским переулком и проходит на юго-восток параллельно Новоспасскому проезду до Лаврова переулка.